# Victor Spencer (1. wicehrabia Churchill)

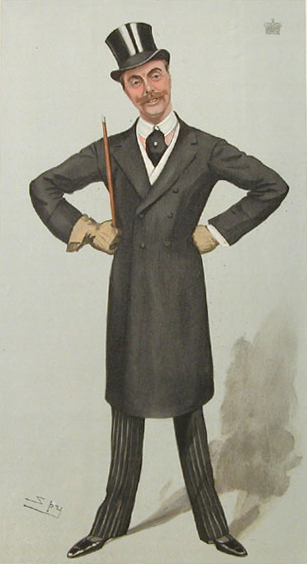
Wielce Honorowy 1. wicehrabia Churchill

Victor Albert Francis Charles Spencer (ur. 23 października 1864 w Londynie, zm. 3 stycznia 1934) – brytyjski arystokrata, polityk i przedsiębiorca, jedyne dziecko Francisa Spencera, 2. barona Churchill i lady Jane Conyngham, córki 2. markiza Conongham. Urodził się przy Albemarle Street nr 32.
W latach 1876–1881 pełnił funkcję Page of Honour królowej Wiktorii. W 1886 r. zmarł ojciec Victora, który odziedziczył tytuł barona Churchill. Pełnił funkcję Lord in Waiting w latach 1889–1892 i 1895–1905. 14 lipca 1902 r. otrzymał tytuł wicehrabiego Churchill. W tym samym roku został odznaczony Krzyżem Wielkim Królewskiego Wiktoriańskiego Orderu. Był porucznikiem Coldstream Guards i majorem Ochotników z Oxfordshire. Sprawował również funkcję Strażnika Pokoju dla Oxfordshire. Był członkiem zarządu wielu przedsiębiorstw, m.in. Great Western Railway, British India Steamship Company, Peninsular and Oriental Steam Navigation Company (P&O) oraz Grand Union Canal.
1 stycznia 1887 r. w Cottesmore w hrabstwie Rutland, poślubił lady Verenę Maud Lowther (6 kwietnia 1865 – 25 grudnia 1938), córkę Henry’ego Lowthera, 3. hrabiego Lonsdale i Emily Susan Caulfield, córkę sir George’a Francisa Caulfielda. Victor i Verena mieli razem dwóch synów i dwie córki:
- Victor Almeric Lancelot Spencer (ur. i zm. 18 stycznia 1888)
- Victor Alexander Spencer (2 sierpnia 1890 – 21 grudnia 1973), 2. wicehrabia Churchill, nie miał dzieci
- Victoria Ivy Louise Spencer (15 października 1897 – 19 listopada 1946), żona kapitana Cecila Henry’ego Brasseya, nie miała dzieci
- Ursula Spencer (21 czerwca 1901 – 1 czerwca 1934), żona podpułkownika Alicka Fredericka Toda, nie miała dzieci

Pierwsze małżeństwo wicehrabiego zakończyło się rozwodem w 1927 r. 29 sierpnia tego samego roku poślubił ponownie Christine McRae Sinclair (24 września 1895 – 22 maja 1972), córkę Williama Sinclaira. Victori Christine mieli razem syna i córkę:
- Sarah Faith Georgina Spencer (ur. 5 czerwca 1931), żona Richarda Johna Palmera, ma dzieci
- Victor George Spencer (ur. 31 lipca 1934), 3. wicehrabia Churchill, nie ma dzieci